# Daniel F. Galouye
Daniel Francis Galouye (New Orleans, 11 febbraio 1920 – New Orleans, 7 settembre 1976) è stato uno scrittore di fantascienza statunitense.

## Biografia
Daniel Francis Galouye si laureò alla Louisiana State University e quindi lavorò come giornalista.
Durante la Seconda guerra mondiale fu arruolato nella marina militare statunitense e divenne pilota alla Pensacola Naval Air School, poi come tenente fu alle isole Hawaii come istruttore e pilota collaudatore, soffrendo di ferite che gli causarono successivi problemi di salute. 
Nel 1945 sposò Carmel Barbara Jordan con cui ebbero due figlie. 
Dagli anni quaranta fino al suo ritiro nel 1967 fu nella redazione di The States-Item. Visse sempre a New Orleans ma aveva una casa di vacanza di là del lago Pontchartrain a Covington (Louisiana).
La sua prima opera pubblicata fu il romanzo breve Rebirth, nel 1952.
Dal romanzo Simulacron 3 furono tratti due film:
- Il mondo sul filo (Welt am Draht), un telefilm tedesco in due puntate diretto da Rainer Werner Fassbinder, del 1973
- Il tredicesimo piano (The Thirteenth Floor), un film tedesco-americano del 1999

## Opere

### Romanzi
- Universo senza luce o Percezione infinita (Dark Universe, 1961), riscrittura ampliata del racconto Rebirth del 1952
- Psychon o La città di energia (Lords of the Psychon (1963), riscrittura ampliata di The City of Force del 1959
- Simulacron 3 o Simulacron (Simulacron-3, 1964); titolo UK Counterfeit World)
- A Scourge of Screamers (1968; titolo UK The Lost Perception)
- The Infinite Man (1973) riunione di due racconti: Tonight the Sky Will Fall! (1952) e The Day the Sun Died (1955)